# Perlada de l'esbarzer
La perlada de l'esbarzer (Brenthis daphne) és una espècie de lepidòpter papilionoïdeu de la família dels nimfàlids (Nymphalidae) present als Països Catalans.

## Distribució
Es distribueix pel sud d'Europa, nord-est de Turquia, Irak, l'Iran, sud dels Urals, nord-oest del Kazakhstan, sud de Sibèria, Mongòlia, Xina i Japó. A la península Ibèrica es troba a la Serra de Gredos, Serra de Guadarrama, Catalunya, Pirineus, Monts Universals i Serralada Cantàbrica.

## Hàbitat
Zones amb flors i arbustos, freqüentment en clars de bosc. L'eruga s'alimenta de diferents espècies del gènere Rubus.

## Període de vol i hibernació
Una generació a l'any entre finals de maig i començaments d'agost. Hibernació com a ou o larva jove.